# Walerij Riezancew
Walerij Grigorjewicz Riezancew (ros. Валерий Григорьевич Резанцев, ur. 8 października 1946 w Stalinogorsku) – radziecki zapaśnik. Dwukrotny medalista olimpijski.
Walczył w stylu klasycznym, w kategorii półciężkiej (do 90 kilogramów). Brał udział w dwóch igrzyskach (IO 72, IO 76), na obu zdobywał złote medale. Był mistrzem świata w 1970, 1971, 1973, 1974 i 1975. W 1970, 1973 i 1974 zostawał mistrzem Europy.